# GZMM
GZMM (англ. Granzyme M) – білок, який кодується однойменним геном, розташованим у людей на короткому плечі 19-ї хромосоми. Довжина поліпептидного ланцюга білка становить 257 амінокислот, а молекулярна маса — 27 545.
| 10         |  | 20         |  | 30         |  | 40         |  | 50         |
| ---------- |  | ---------- |  | ---------- |  | ---------- |  | ---------- |
| MEACVSSLLV |  | LALGALSVGS |  | SFGTQIIGGR |  | EVIPHSRPYM |  | ASLQRNGSHL |
| CGGVLVHPKW |  | VLTAAHCLAQ |  | RMAQLRLVLG |  | LHTLDSPGLT |  | FHIKAAIQHP |
| RYKPVPALEN |  | DLALLQLDGK |  | VKPSRTIRPL |  | ALPSKRQVVA |  | AGTRCSMAGW |
| GLTHQGGRLS |  | RVLRELDLQV |  | LDTRMCNNSR |  | FWNGSLSPSM |  | VCLAADSKDQ |
| APCKGDSGGP |  | LVCGKGRVLA |  | RVLSFSSRVC |  | TDIFKPPVAT |  | AVAPYVSWIR |
| KVTGRSA    |  |            |  |            |  |            |  |            |

A: Аланін

C: Цистеїн

D: Аспарагінова кислота

E: Глутамінова кислота

F: Фенілаланін

G: Гліцин

H: Гістидин

I: Ізолейцин

K: Лізин

L: Лейцин

M: Метіонін

N: Аспарагін

P: Пролін

Q: Глутамін

R: Аргінін

S: Серин

T: Треонін

V: Валін

W: Триптофан

Кодований геном білок за функціями належить до гідролаз, протеаз, серинових протеаз. 
Задіяний у таких біологічних процесах, як апоптоз, імунітет, вроджений імунітет, цитоліз. 
Секретований назовні.